# Покинутые населённые пункты
Поки́нутый населённый пункт, го́род-при́зрак — заброшенный город или иной населённый пункт, архитектурный облик которого (здания, инфраструктура) обычно сохраняется в том же состоянии, в каком он находился незадолго до ухода жителей, но далеко не всегда — здания разрушаются спустя годы без должного ухода, в некоторых случаях (после загрязнений или заражения радиоактивными веществами) здания сносят, и на их месте остаётся лишь урочище, сохраняющее название бывшего когда-то здесь населённого пункта.
Населённый пункт часто становится опустевшим, потому что экономическая деятельность, которая его поддерживала (обычно промышленная или сельскохозяйственная), потерпела неудачу или прекратилась по какой-либо причине (например, месторождение руды, истощённое добычей металла; огромное количество населённых пунктов на территории СНГ после распада СССР было покинуто в связи с тем, что градообразующие предприятия в них стали экономически несостоятельными). Город также мог прийти в упадок из-за природных или антропогенных бедствий, таких как наводнения, лесные пожары, длительные засухи, экстремальная жара или сильный холод, действия правительства, неконтролируемое беззаконие, боевые действия, загрязнение токсичными веществами или ядерные катастрофы. Этот термин иногда может относиться к городам, посёлкам и районам, которые всё ещё населены, но значительно меньше, чем в прошлые годы; например, к тем, которые страдают от высокого уровня безработицы и заброшенности.
Покинутые города нередко становятся туристическими достопримечательностями. Некоторые примеры: Баннак в США, Баркервиль в Канаде, Крако в Италии, Агдам в Азербайджане, Колманскоп в Намибии, Припять на Украине, Дханушкоди в Индии и Фордландия в Бразилии.
Близким по значению понятием является «мёртвый город» — поселение, городская инфраструктура которого разрушена вследствие политических, исторических, экономических или экологических причин.

## Определение
Определение города-призрака варьируется как у разных людей, так и у разных культур. Некоторые авторы не учитывают поселения, которые были покинуты в результате стихийного бедствия или антропогенной катастрофы или по другим причинам, используя этот термин только для описания поселений, которые были покинуты, потому что они больше не были экономически жизнеспособными; Т. Линдси Бейкер, автор книги «Города-призраки Техаса», определяет город-призрак как «город, для которого больше не существует причины существования». Некоторые считают, что любое поселение с видимыми материальными остатками не следует называть городом-призраком; другие говорят, наоборот, что город-призрак должен содержать материальные остатки зданий. Вопрос о том, должно ли поселение быть полностью заброшенным или в нём может быть небольшое население, также является предметом споров. Однако, как правило, этот термин используется в более широком смысле, охватывая все без исключения эти определения. Американский писатель Ламберт Флорин определил город-призрак как «теневое подобие прежнего себя».

## Причины заброшенности
Факторы, ведущие к заброшенности городов, включают смещение экономической деятельности в другие места, истощение природных ресурсов, железные и автомобильные дороги, проходящие в обход города или больше не ведущие в него, вмешательство человека, стихийные бедствия, массовые убийства, войны, а также изменение политики или падение империй. Город также может быть заброшен, если он является частью зоны отчуждения по естественным или антропогенным причинам.

### Перенос экономической деятельности в другое место
Города-призраки могут возникать, когда единственная деятельность или ресурс, создавший быстрорастущий город (например, близлежащая шахта, мельница или курорт), истощаются или ресурсная экономика переживает «спад» (например, катастрофический обвал цен на ресурсы). Быстрорастущие города часто могут уменьшаться в размерах так же быстро, как они изначально росли. Иногда всё или почти всё население может покинуть город, в результате чего он превращается в город-призрак.
Демонтаж быстрорастущего города часто может происходить на плановой основе. Горнодобывающие компании в настоящее время создают временные поселения для обслуживания рудника, строя все необходимые жилые помещения, магазины и службы, а затем демонтируют их после прекращения добычи ресурса. Для облегчения этого процесса можно использовать модульные здания. Золотая лихорадка часто приводила к интенсивной, но кратковременной экономической активности в отдалённом поселение, но только для того, чтобы покинуть город-призрак, как только ресурсы были исчерпаны.
В некоторых случаях множество факторов может разрушить экономическую основу сообщества; некоторые бывшие шахтёрские городки на трассе 66 пострадали как от закрытия шахт, когда ресурсы были истощены, так и от потери дорожного движения, поскольку шоссе 66 было перенаправлено из таких мест, как Отман (Аризона), на более прямой путь. Закрытие шахт и целлюлозных заводов привело к появлению многих городов-призраков в Британской Колумбии в Канаде, в том числе нескольких относительно недавних: Оушен-Фолс, который закрылся в 1973 году после вывода целлюлозного завода из эксплуатации; Китсолт, чей молибденовый рудник был закрыт всего через 18 месяцев в 1982 году; и Кассиар, чья асбестовая шахта работала с 1952 по 1992 год.
В других случаях причиной заброшенности может быть перенос предполагаемой экономической функции города в другое, близлежащее место. Это произошло с Коллинвудом, штат Квинсленд, в глуши Австралии, когда соседний Уинтон превзошёл Коллинвуд как региональный центр животноводческой отрасли. Железная дорога достигла Уинтона в 1899 году, связав его с остальной частью Квинсленда, а Коллинвуд к следующему году превратился в город-призрак.
На Ближнем Востоке есть много городов-призраков, которые были созданы, когда политические перемены или падение империй сделали столичные города социально или экономически нежизнеспособными, например, Ктесифон.
Рост спекуляций недвижимостью и связанная с этим возможность образования пузырей на рынке недвижимости (иногда из-за чрезмерной застройки застройщиками) также могут спровоцировать появление определённых элементов города-призрака, поскольку цены на недвижимость сначала растут (после чего доступное жильё становится менее доступным), а затем падают по целому ряду причин, которые часто связаны с экономическими циклами и/или маркетинговым высокомерием. Это наблюдалось в различных странах, включая Испанию, Китай, Соединённые Штаты и Канаду, где жильё часто используется в качестве инвестиций, а не в качестве жилья.

### Вмешательство человека
Железные дороги и дороги, проходящие в обход города или больше не ведущие к нему, также могут создать город-призрак. Так было во многих городах-призраках вдоль исторической линии Опеонго в Онтарио и вдоль трассы 66 после того, как автомобилисты объезжали последнюю по скоростным автомагистралям I-44 и I-40. Некоторые города-призраки были основаны вдоль железных дорог, где паровозы периодически останавливались, чтобы набрать воды. Амбой, штат Калифорния, был частью одного из таких населённых пунктов вдоль Атлантической и Тихоокеанской железной дороги через пустыню Мохаве.
Ещё одним фактором является изменение маршрута рек, одним из примеров которого являются города вдоль Аральского моря.
Города-призраки могут появиться, когда земля экспроприируется правительством, и жители должны переселиться. Одним из примеров является деревня Тайнхем в Дорсете, Англия, приобретённая во время Второй мировой войны для строительства артиллерийского полигона.
Аналогичная ситуация произошла в США, когда НАСА приобрело землю для строительства Космического центра Джона К. Стенниса (SSC), испытательного полигона для ракет в округе Ханкок, штат Миссисипи (на миссисипской стороне реки Перл, которая является границей штата Миссисипи-Луизиана). Это потребовало от НАСА приобретения большой (примерно 34 квадратных мили или 88 квадратных километров) буферной зоны из-за сильного шума и потенциальных опасностей, связанных с испытаниями таких ракет. Пять малонаселённых сельских общин Миссисипи (Гейнсвилл, Логтаун, Наполеон, Санта-Роса и Уэстония), а также северная часть шестой (Перлингтон), вместе с проживающими там 700 семьями, должны были быть полностью переселены из объекта.
Иногда город может официально прекратить своё существование, но физическая инфраструктура остаётся. Например, в пяти общинах Миссисипи, которые пришлось покинуть для строительства SSC, всё ещё сохранились остатки этих общин внутри самого объекта. Это и городские улицы, ныне заросшие лесом, и однокомнатное здание школы. Ещё одним примером сохранившейся инфраструктуры является бывший город Уэстон, штат Иллинойс, который проголосовал за прекращение своего существования и передал землю для строительства Национальной ускорительной лаборатории Ферми. Сохранилось много домов и даже несколько сараев, которые использовались для размещения приезжих учёных и хранения оборудования для технического обслуживания, в то время как дороги, которые раньше пересекали участок, были перекрыты по краям участка воротами или баррикадами для предотвращения доступа без присмотра.

#### Затопление из-за постройки плотин
Строительство плотин привело к появлению городов-призраков, которые остались под водой. Примеры включают поселение Лойстон, штат Теннесси, США, затопленное в результате создания плотины Норрис. Город был реорганизован и реконструирован на близлежащей возвышенности.
Другими примерами являются Затерянные деревни Онтарио, затопленные в результате строительства морского пути Святого Лаврентия в 1958 году, деревни Незер-Хамблтон и Миддл-Хамблтон в Ратленде, Англия, которые были затоплены для создания Ратленд-Уотер, и деревни Эшоптон и Деруэнт, Англия, затопленные во время строительство водохранилища Ледибауэр.
- Молога в России была затоплена в результате создания Рыбинского водохранилища[7], а во Франции плотина Тинь[англ.] затопила одноимённую деревню, в результате чего 78 семей были вынуждены покинуть свои дома.
- Многие деревни пришлось покинуть во время строительства плотины Три ущелья в Китае, что привело к перемещению многих сельских жителей.
- В коста-риканской провинции Гуанакасте город Ареналь был перестроен, чтобы освободить место для искусственного озера Ареналь. Старый город теперь лежит под водой озера.
- Старый Адаминаби был затоплен плотиной Сноуи.
- Строительство Асуанской плотины на реке Нил в Египте затопило археологические памятники и древние поселения, такие как Бухен под озером Насер.

Другим примером городов, оставшихся под водой, является Нью-Тихри, затопленный в результате строительства плотины Тери в индийском штате Уттаракханд.

#### Массовые убийства
Некоторые города становятся безлюдными, когда их население уничтожается. Старая французская деревня Орадур-сюр-Глан была разрушена 10 июня 1944 года, когда 642 из 663 её жителей были убиты немецкой ротой СС. Новая деревня была построена после войны на соседнем участке, а руины старой сохранились как мемориал.
Неисчислимое количество населённых пунктов (более 10 тысяч) на территории СССР также было полностью уничтожено гитлеровцами и их пособниками во время Великой Отечественной войны, многие из этих населённых пунктов были сожжены дотла коллаборационистами в ходе крайне жестоких карательных акций против советских партизан.

### Бедствия, реальные и ожидаемые
Природные и техногенные катастрофы могут создавать города-призраки. Например, жители Паттонсбурга, штат Миссури, более 30 раз подвергавшиеся наводнениям с момента основания их города в 1845 году, решили переехать после двух наводнений в 1993 году. С помощью правительства весь город был перестроен в 5 км (3 милях) от него.
Крако, средневековая деревня в итальянском регионе Базиликата, была эвакуирована после оползня в 1963 году. Именно здесь были сняты такие фильмы, как: «Страсти Христовы» Мела Гибсона, «Христос остановился в Эболи» Франческо Рози и «Квант милосердия» Марка Форстера.
В 1984 году Сентрейлия, штат Пенсильвания, была заброшена из-за неконтролируемого пожара в шахте, который начался в 1962 году и продолжается по сей день; в конце концов огонь достиг заброшенной шахты под близлежащим городом Бирнсвилл, в результате чего загорелась и эта шахта, что также вынудило эвакуировать этот город.
Города-призраки также могут иногда возникать из-за ожидаемого стихийного бедствия — например, канадский город Лемьё, Онтарио, был заброшен в 1991 году после того, как анализ почвы показал, что посёлок был построен на неустойчивом слое глины Леда. Через два года после того, как было снесено последнее здание в Лемьё, оползень смыл часть бывшей городской территории в реку South Nation. Двумя десятилетиями ранее канадский город Сен-Жан-Вианни, Квебек, также построенный на слое глины Леда, был заброшен после оползня 4 мая 1971 года, который снёс 41 дом, убив 31 человека.
После Чернобыльской катастрофы 1986 года опасно высокий уровень ядерного загрязнения распространился на прилегающую территорию, и почти 200 городов и деревень в Украине и соседней Белоруссии были эвакуированы, включая города Припять и Чернобыль. Район был настолько загрязнён, что многим эвакуированным так и не разрешили вернуться в свои дома. Припять — самый известный из этих заброшенных городов; он был построен для рабочих Чернобыльской АЭС, и на момент катастрофы в нём проживало почти 50 000 человек.
Город Плимут на карибском острове Монтсеррат — город-призрак, который де-юре является столицей Монтсеррата; он стал непригодным для жизни из-за вулканического пепла в результате извержений вулкана Суфриер-Хилс с 1995 года.

### Болезни и загрязнения
Значительный уровень смертности от эпидемий привёл к появлению городов-призраков. Некоторые места в восточном Арканзасе были заброшены после того, как более 7000 жителей Арканзаса умерли во время эпидемии испанского гриппа в 1918 и 1919 годах. Несколько общин в Ирландии, особенно на западе страны, были уничтожены из-за Великого голода во второй половине XIX века и последовавших за этим годов экономического спада.
Катастрофический ущерб окружающей среде, вызванный длительным загрязнением, также может создать город-призрак. Некоторыми яркими примерами являются Таймс-Бич (Миссури), жители которого подвергались воздействию высокого уровня диоксинов, и Виттенум в Западной Австралии, который когда-то был крупнейшим источником голубого асбеста в Австралии, но был закрыт в 1966 году из-за проблем населения со здоровьем. Трис и Пичер, общины-близнецы, расположенные на границе Канзаса и Оклахомы, когда-то были одним из крупнейших источников цинка и свинца в Соединённых Штатах, но более века нерегулируемой утилизации отходов шахт привела к загрязнению подземных вод и отравлению свинцом детей города, что в конечном итоге привело к обязательному выкупу и эвакуации Агентством по охране окружающей среды.
Загрязнение из-за боеприпасов, вызванных военным применением, также может привести к развитию городов-призраков. Английская деревня Тайнхем (см. выше) была реквизирована для военных учений во время Второй мировой войны и остаётся безлюдной, будучи усеяна неразорвавшимися боеприпасами от регулярных обстрелов.

## Заселение города-призрака
Несколько городов-призраков получили вторую жизнь, и это происходит по разным причинам. Одной из этих причин является исторический туризм, создающий новую экономику, способную поддерживать жителей.
Например, Волхалла (Walhalla), штат Виктория, Австралия, стала почти безлюдной после того, как её золотой рудник прекратил свою деятельность в 1914 году, но благодаря своей доступности и близости к другим привлекательным местам, в последнее время здесь наблюдается экономический и туристический всплеск населения. Другой город, Сунгаи Лембинг (Sungai Lembing), Малайзия, почти опустевший из-за закрытия оловянного рудника в 1986 году, был возрождён в 2001 году и с тех пор стал туристическим направлением.
Фонсебадо́н (Foncebadón), деревня в Леоне, Испания, которая была в основном заброшена и населена только матерью и сыном, постепенно возрождается благодаря постоянно растущему потоку паломников на дороге в Сантьяго-де-Компостела.
Некоторые города-призраки (например, Риаче, Муньотельо) заселяются соответственно беженцами и бездомными. В Риаче это было достигнуто с помощью схемы, финансируемой итальянским правительством, которая предлагает жильё беженцам, а в Муньотельо это было реализовано через неправительственную организацию (Madrina Foundation).
В Алжире многие города превратились в деревушки после окончания периода поздней античности. Они были возрождены с изменением численности населения во время и после французской колонизации Алжира. Оран, в настоящее время второй по величине город страны с населением 1 миллион человек, до колонизации был деревней с населением всего в несколько тысяч человек.
Александрия, второй по величине город Египта, был процветающим городом в античную эпоху, но пришёл в упадок в средние века. Он пережил драматическое возрождение в XIX веке; из 5000 жителей в 1806 году он превратился в город с населением более 200 000 человек к 1882 году, и теперь является домом для более чем четырёх миллионов человек.

## Примеры

### Африка
Войны и восстания в некоторых африканских странах привели к тому, что многие города и деревни опустели. С 2003 года, когда к власти пришёл президент Франсуа Бозизе, тысячи граждан Центральноафриканской Республики были вынуждены покинуть свои дома в результате эскалации конфликта между вооружёнными повстанцами и правительственными войсками. Деревни, обвиняемые в поддержке повстанцев, такие как Беогомбо-Дё (фр. Beogombo Deux) близ Павы, разграблены правительственными солдатами. У оставшихся в живых не было другого выбора, кроме как бежать в лагеря беженцев. Нестабильность в регионе также позволяет организованным и хорошо экипированным бандитам терроризировать население, часто оставляя деревни покинутыми. В другом месте Африки город Лукангол (штат Джонглей, с 2015 по 2020 — штат Бома) был сожжён дотла во время межплеменных столкновений в Южном Судане. До разрушения в городе проживало 20 000 человек. В ливийском городе Таварга проживало около 25 000 человек, прежде чем он был заброшен во время гражданской войны 2011 года, и с тех пор он остаётся пустым.
Многие города-призраки в богатой полезными ископаемыми Африке являются бывшими шахтёрскими городами. Вскоре после начала алмазной лихорадки 1908 года в немецкой Юго-Западной Африке, ныне известной как Намибия, немецкое имперское правительство потребовало исключительных прав на добычу полезных ископаемых, создав «Sperrgebiet» (запретную зону), фактически криминализировав новое поселение. Небольшие шахтёрские городки этого района, в том числе Помона, Элизабет-Бей и Колманскоп, были освобождены от этого запрета, но отказ в новых земельных претензиях вскоре превратил их все в города-призраки.

### Азия
В Китае есть много крупных городских застроек, иногда называемых «городами-призраками», которые в основном остаются незаселёнными с момента их постройки. Город Дханушкоди, Индия, является городом-призраком. Он был разрушен во время циклона Рамешварам в 1964 году и после этого остаётся необитаемым.

### Европа и постсоветское пространство
Урбанизация — миграция сельского населения страны в города — привела к опустошению многих европейских городов и деревень. По этой причине всё больше населённых пунктов в Болгарии становятся городами-призраками; на момент переписи 2011 года в стране насчитывался 181 нежилой населённый пункт. В Венгрии десятки деревень также находятся под угрозой запустения. Первой деревней, официально объявленной «мёртвой», была Gyűrűfű в конце 1970-х годов, но позже она была заселена как экодеревня. Некоторые другие обезлюдевшие деревни были успешно спасены как небольшие сельские курорты, такие как Kán, Tornakápolna, Szanticska, Gorica и Révfalu.
В Испании обширные зоны горной Иберийской системы и Пиренеев подверглись резкому сокращению населения с начала XX века, оставив ряд городов-призраков в таких районах, как долина Solana. Традиционные методы ведения сельского хозяйства, такие как разведение овец и коз, на которых основывалась экономика горных деревень, не были переняты местной молодёжью, особенно после изменений образа жизни, охвативших сельскую Испанию во второй половине XX века.
Примерами городов-призраков в Италии являются средневековая деревня Фабрике-ди-Кареджине близ озера Лаго-ди-Вальи (Тоскана), заброшенная горная деревня Крако в Базиликате, которая служила местом съёмок около десятка кинофильмов, и деревня-призрак Роверая (итал. Roveraia), в муниципалитете Лоро-Чуффенна, провинция Ареццо, недалеко от Пратовалле. Во время Второй мировой войны это была важная партизанская база, а окончательно она была заброшена в 1980-х годах, когда последняя семья, жившая здесь, покинула деревню. Для восстановления деревни было предложено два проекта: в 2011 году — проект от Movimento Libero Perseo «Эколаборатория Roveraia», основанный на принципах устойчивого развития, а в 2019 году — план восстановления деревни со множеством функций под названием «Экомузей Pratomagno».
В Соединённом Королевстве тысячи деревень были покинуты в Средние века в результате Чёрной смерти, восстаний и огораживания — процесса, в результате которого огромное количество сельскохозяйственных угодий перешло в частную собственность. Поскольку от этих поселений редко остаются видимые остатки, их обычно не считают городами-призраками; вместо этого в археологических кругах их называют «заброшенными средневековыми деревнями». Примером деревни-призрака в Великобритании, которая была заброшена ещё до того, как она была заселена, является Полфейл, Аргайл-энд-Бьют. Запланированное строительство нефтяной вышки поблизости так и не было реализовано, и деревня, построенная для размещения рабочих и их семей, опустела в тот момент, когда строительные подрядчики закончили свою работу.
Иногда войны и геноцид заканчивают жизнь города. В 1944 году оккупационные немецкие войска СС уничтожили почти всё население французской деревни Орадур-сюр-Глан. Новое поселение было построено поблизости после войны, но старый город был оставлен безлюдным по приказу президента Шарля де Голля в качестве постоянного памятника. В Германии многочисленные небольшие города и деревни на бывших восточных территориях были полностью разрушены за последние два года войны. Позже эти территории стали частью Польши и Советского Союза, и многие из небольших поселений так и не были перестроены или заселены, например, Кломино (Westfalenhof), Страхув (Pstransse) и Янова-Гура (Johannesberg).
Некоторые деревни в Англии тоже были заброшены во время войны, но по другим причинам. Имбер на равнине Солсбери и несколько деревень в районе Стэнфордского учебного полигона были реквизированы Военным министерством для использования в качестве тренировочных площадок для британских и американских войск. Хотя это должно было быть временной мерой, жителям так и не разрешили вернуться, и с тех пор деревни использовались для военной подготовки. В трёх милях или 5 км к юго-востоку от Имбера находится Коупхилл-Даун, заброшенная деревня, специально построенная для обучения ведению боевых действий в городских условиях.
Бедствия сыграли свою роль в заброшенности поселений в Европе. После Чернобыльской катастрофы 1986 года города Припять и Чернобыль были эвакуированы из-за опасного уровня радиации в этом районе. На сегодняшний день Припять остаётся полностью заброшенной, а в Чернобыле осталось около 500 жителей.
Многие заброшенные города и посёлки в бывшем Советском Союзе были основаны рядом с трудовыми лагерями ГУЛАГа для оказания необходимых услуг. Поскольку большинство этих лагерей было заброшено в 1950-х годах, города тоже были заброшены. Один из таких городов расположен недалеко от бывшего лагеря ГУЛАГа под названием Бутугычаг (также называемый Нижний Бутугычаг). Некоторые советские города были заброшены из-за деиндустриализации и экономических кризисов начала 1990-х годов, связанных с постсоветскими конфликтами — одним из примеров является Ткварчели в Грузии, шахтёрский город, население которого резко сократилось в результате войны в Абхазии в начале 1990-х годов. Другим примером является Агдам, город в Азербайджане. Армянские войска оккупировали Агдам в июле 1993 года во время Первой карабахской войны. Тяжёлые бои вынудили всё население бежать. Захватив город, армянские войска разрушили большую часть города, чтобы воспрепятствовать возвращению азербайджанцев. Ещё больший ущерб был нанесён в последующие десятилетия, когда местные жители разграбили заброшенный город в поисках строительных материалов. В настоящее время он почти полностью разрушен и необитаем.
В современной России «призраками» являются множество городов и посёлков Крайнего Севера и Дальнего Востока, самые известные среди них — Кадыкчан (Магаданская область), Хальмер-Ю (Коми), Ыныкчан (Якутия) и Иультин (Чукотский АО). Заброшенные населённые пункты есть даже в Москве (Посёлок Главмосстроя) и Подмосковье (деревня Моховое Луховицкого района). В эту категорию также входил подмосковный военный городок Адуляр до его полного сноса в 2022 году.

### Северная Америка

#### Канада
В Канаде есть несколько городов-призраков в некоторых частях Британской Колумбии, Альберты, Онтарио, Саскачевана, Ньюфаундленда и Лабрадора и Квебека. Некоторые из них были лесозаготовительными посёлками или участками с двойной добычей полезных ископаемых и лесозаготовками, часто создаваемыми по указанию компании. В Альберте и Саскачеване большинство городов-призраков когда-то были фермерскими общинами, которые с тех пор вымерли из-за удаления железной дороги через город или обхода шоссе. Города-призраки в Британской Колумбии были преимущественно шахтёрскими городами и лагерями старателей, а также консервными заводами и, в одном или двух случаях, крупными городами плавильных и целлюлозных заводов. В Британской Колумбии больше городов-призраков, чем в любой другой юрисдикции на североамериканском континенте: более 1500 заброшенных или полузаброшенных городов и населённых пунктов. Среди наиболее заметных — Анокс, Китсолт и Оушен-Фолс.
Некоторые города-призраки возродили свою экономику и население благодаря историческому и экологическому туризму, например Баркервиль; когда-то крупнейший город к северу от Камлупса, теперь он является круглогодичным провинциальным музеем. В Квебеке Вал-Жальбер — хорошо известный туристический город-призрак; основанный в 1901 году вокруг механической целлюлозной фабрики, которая устарела, когда бумажные фабрики начали разрушать древесное волокно химическим способом, он был заброшен, когда фабрика закрылась в 1927 году и вновь открылась как парк в 1960 году.

#### Соединённые Штаты
На Великих равнинах Америки существует множество городов-призраков или заброшенных сообществ, сельские районы которых потеряли треть своего населения с 1920 года. Тысячи общин в северных равнинных штатах Монтана, Небраска, Северная Дакота и Южная Дакота стали городами-призраками железных дорог, когда железная дорога так и не появилась. Сотни городов были заброшены, поскольку система автомагистралей между штатами заменила железные дороги в качестве предпочтительного средства передвижения. Города-призраки распространены в шахтёрских или фабричных городах во всех западных штатах, а также во многих восточных и южных штатах. Жители вынуждены уезжать в поисках более производительных районов, когда ресурсы, создавшие бум занятости в этих городах, в конечном итоге были исчерпаны.
Иногда город-призрак состоит из множества заброшенных зданий, как в Боди, штат Калифорния, или стоящих руин, как в Риолите, штат Невада, в то время как в других местах остались только фундаменты бывших зданий, как в Грейсонии, штат Арканзас. Старые шахтёрские лагеря, которые потеряли большую часть своего населения на каком-то этапе своей истории, такие как Аспен, Дедвуд, Отман, Тумстон и Вирджиния-Сити, иногда называют городами-призраками, хотя в настоящее время они являются действующими городами. Многие города-призраки в США, такие как Саут-Пасс-Сити в Вайоминге, внесены в Национальный реестр исторических мест
Некоторые из самых ранних поселений в США, хотя они больше не существуют в каком-либо осязаемом смысле, когда-то имели черты города-призрака. В 1590 году картограф Джон Уайт прибыл в колонию Роанок в Северной Каролине и обнаружил, что она заброшена, а её жители бесследно исчезли. Колония Сванендал стала городом-призраком, когда все колонисты были убиты туземцами в 1632 году. Джеймстаун, первое постоянное английское поселение в Америке, было заброшено, когда Уильямсберг стал новой столицей колонии в 1699 году.
Начиная с 2002 года, попытка объявить официальный город-призрак в Калифорнии застопорилась, когда приверженцы городов Боди и Калико в Южной Калифорнии не смогли договориться о наиболее достойном поселении для признания. В конце концов был достигнут компромисс: Боди стал официальным государственным городом-призраком золотой лихорадки, а Калико был назван официальным государственным городом-призраком серебряной лихорадки.
В 2017 году единственный на тот момент житель города Буфорд (США) перестал вести хозяйство, в результате чего город полностью опустел.
Другой бывший шахтёрский городок, Реаль-де-Каторсе в Мексике, использовался в качестве фона для голливудских фильмов, таких как «Сокровища Сьерра-Мадре» (1948),, «Мексиканец» (2001) и «Бандитки» (2006).

### Южная Америка
В конце XIX и начале XX веков волна европейских иммигрантов прибыла в Бразилию и поселилась в городах, которые предлагали работу, образование и другие возможности, позволившие новичкам войти в средний класс. Многие также поселились в растущих небольших городах вдоль расширяющейся железнодорожной системы. С 1930-х годов многие сельские рабочие переехали в большие города. Другие города-призраки появились после нефтяной лихорадки.
В Колумбии в 1985 году произошло извержение вулкана, в результате которого город Армеро был охвачен лахарами, в результате чего в общей сложности погибло около 23 000 человек. Армеро так и не был перестроен (его жители были переселены в близлежащие города) и, таким образом, превратился в город-призрак, но до сих пор остаётся «святой землёй», как это было продиктовано Папой Иоанном Павлом II.
Ряд городов-призраков по всей Южной Америке когда-то были шахтёрскими лагерями или лесопилками, такими как многочисленные лагеря по добыче селитры, которые процветали в Чили с конца Селитровой войны до изобретения синтетической селитры во время Первой мировой войны. Некоторые из этих городов, такие как завод по производству селитры Хамберстон и Санта-Лаура в пустыне Атакама, были объявлены объектами Всемирного наследия ЮНЕСКО.

### Океания
Бум и спад золотой лихорадки и добычи других руд привели к появлению ряда городов-призраков как в Австралии, так и в Новой Зеландии. Другие города были заброшены из-за стихийных бедствий, погоды или затопления долин, чтобы увеличить размер озер.
В Австралии золотая лихорадка в Виктории привела к появлению многочисленных городов-призраков (таких как Кассилис и Молиагул), как и охота за золотом в Западной Австралии (например, города Ора-Банда и Канауна). Добыча железа и других руд также привела к тому, что города ненадолго процветали, прежде чем пришли в упадок. Виттенум был заброшен и разрушен вследствие болезней, вызванных добычей асбеста в этих краях.
В Новой Зеландии золотая лихорадка Отаго также привела к появлению нескольких городов-призраков (таких как Мейстаун). Города-призраки Новой Зеландии также включают многочисленные районы добычи угля на западном побережье Южного острова, включая Деннистон и Стоктон. Стихийные бедствия также привели к потере некоторых городов, в частности Те Вайроа, «Погребённой деревни», разрушенного во время извержения горы Таравера в 1886 году, и города Келсо в Отаго, заброшенного после того, как он неоднократно затапливался после сильных ливней. Ранние поселения на изрезанном юго-западном побережье Южного острова в заливе Мартинс и Порт-Крэйг также были заброшены, в основном из-за негостеприимной местности.

### Антарктика
Старейший город-призрак в Антарктиде находится на острове Десепшен, где в 1906 году норвежско-чилийская компания открыла китобойную станцию в бухте Китобоев, которую они использовали в качестве базы для своего заводского корабля Gobernador Bories. Другие китобойные компании последовали его примеру, и к 1914 году там базировалось тринадцать заводских судов. Станция перестала приносить прибыль во время Великой депрессии и была заброшена в 1931 году. В 1969 году станция была частично разрушена извержением вулкана. В Антарктиде также много заброшенных научных и военных баз, особенно на Антарктическом полуострове.
На антарктическом острове Южная Георгия в первой половине XX века было несколько процветающих китобойных поселений, а в некоторые годы общая численность населения превышала 2000 человек. В их число входили Грютвикен (действовал в 1904-64), Лейт-Харбор (1909-65), Оушен-Харбор (1909-20), Гусвик (1910-60), Стромнесс (1912-61) и Принс-Олав-Харбор (1917-34). Заброшенные поселения всё больше приходят в упадок и в настоящее время остаются необитаемыми, за исключением семьи хранителя музея в Грютвикене. Пристань, церковь, жилые и промышленные здания в Грютвикене были недавно отремонтированы правительством Южной Георгии и стали популярным туристическим направлением. Некоторые исторические здания в других населённых пунктах также реставрируются.